# Kaplica Matki Bożej Częstochowskiej w Krakowie
Kaplica Matki Bożej Częstochowskiej – zabytkowa kaplica rzymskokatolicka, znajdująca się w Krakowie, w Dzielnicy VIII Dębniki na terenie Szpitala Klinicznego im. dr. Józefa Babińskiego w Kobierzynie przy ul. Babińskiego 29. 
Jako część zespołu szpitalno-parkowego jest wpisana na listę zabytków Miasta Krakowa.

## Historia
Kaplica została wybudowana w latach 1908–1913 jako część powstającego Szpitala Psychiatrycznego w podkrakowskim Kobierzynie. Cały zespół szpitalny był projektowany według modnej wówczas koncepcji tzw. miast-ogrodów. Oznaczało to, że szpital miał być samowystarczalny, a więc projekt zakładał od samego początku także wzniesienie kaplicy, gdzie będzie prowadzone autonomiczne duszpasterstwo pacjentów. Świątynia była czynna od momentu otwarcia szpitala w 1917 roku.
Budynek w stylu modernistycznym zaprojektował Antoni Budkowski, natomiast polichromię wykonał jeden z największych małopolskich artystów okresu Młodej Polski, Jan Bukowski. Malowidła ścienne przedstawiają liczne motywy kwiatowe, a także wizerunki Ewangelistów i aniołów. Okna wypełniają ołtarze z przedstawieniami pór roku.
Kaplicę MB Częstochowskiej odnowiono w latach 1994–1996 ze środków Narodowego Funduszu Rewaloryzacji Zabytków Krakowa. W maju 1998 roku kard. Franciszek Macharski nadał kaplicy status kościoła rektoralnego, a sam rektorat w Kobierzynie utworzono w 2005 roku. Obecnie kaplica służy pacjentom Szpitala Specjalistycznego, odwiedzającym ich krewnym i znajomym, a także okolicznym mieszkańcom.

## Źródła
- Historia kaplicy na witrynie Rektoratu. mbc.katolicki.eu. [zarchiwizowane z tego adresu (2019-07-27)].